# Jules Lowie
Jules Lowie (Nokere, Kruishoutem, 6 de octubre de 1913 - Deinze, 2 de agosto de 1960) era un ciclista belga que fue profesional entre 1935 y 1947. Durante estos años consiguió 15 victorias, la más destacada de las cuales fue la París-Niza de 1938.

## Palmarés
- 1938
  - 1º en la París-Niza
  - Vencedor de una etapa en la París-Saint Étienne
- 1942
  - 1º en Valkenburg
  - 1º en St.Martens Lierde
  - 1º en Jette
  - 1º en Flémalle-Haute
  - 1º en Eine
- 1943
  - 1º en Zulte
  - 1º en Merelbeke
  - Vencedor de una etapa al Circuito de Bélgica
- 1944
  - 1º en Koekelberg
  - 1º en Zulte
  - 1º en Ruislede
  - 1º en  Olsene
- 1945
  - 1º en Nederzwalm

### Resultados al Tour de Francia
- 1935. 5º de la clasificación general
- 1937. Abandona (17.ª etapa)
- 1938. 7º de la clasificación general
- 1939. Abandona (8ª etapa)